# Mobiluncus
Mobiluncus é um gênero de bactérias Gram-variáveis, anaeróbicas, flageladas, com forma de hastes curvas. As suas espécies são flora normal da vagina humana, porém em casos de desequilíbrios da flora, pode causar junto com outras bactérias vaginose bacteriana.

## Patologia
Faz parte do complexo GAMM, causador de vaginose humana, junto com: Gardnerella vaginalis, bactérias Anaeróbicas (Bacteroides. Peptococos, Peptoestreptococos, Enterobacterias), Mobiluncus curtissic e Micoplasma hominis. Também pode estar associada a Ureaplasma urealyticum).[carece de fontes?]